# Трета книга Царства
„Трета книга Царства“ (на иврит: מְלָכִים א׳) е библейска книга, част от раздела „Невиим“ на еврейския „Танах“ и една от историческите книги на християнския Стар завет.
В православния канон „Трета книга Царства“ е поставена между „Втора книга Царства“ и „Четвърта книга Царства“. В католическия и протестантския канон, както и в еврейската Библия, книгата е озаглавена „Първа книга на царете“.
„Трета книга Царства“ описва историята на евреите от наследяването на цар Давид до времето на пророк Илия. Според съвременните изследвания книгата е съставена на два етапа, първият в края на VII век пр. Хр., а вторият – в средата на VI век пр. Хр.